# 3 janvier 1958
Le vendredi 3 janvier 1958 est le 3e jour de l'année 1958.

## Naissances
- Charles Montpetit, écrivain canadien
- David Verser, joueur de football américain
- Ernie Merrick, footballeur puis entraîneur écossais
- Hans Henriksen, footballeur norvégien
- Jānis Ķipurs, bobeur soviétique
- Jean-Marc Cordier, joueur de rugby
- Jeanine Dubié, femme politique française
- Jewel Shepard, actrice américaine
- Jorge Carlos Patrón Wong, archevêque mexicain
- Marc Morial, personnalité politique américaine
- Ousmane Ag Rhissa, homme politique malien
- Raoul Shungu, footballeur puis entraîneur congolais
- Shim Hyung-rae, réalisateur sud-coréen
- Smaïn, acteur et humoriste français
- Yves Desgagnés, acteur et réalisateur québécois

## Décès
- Ada Dondini (née le 18 mars 1883), actrice italienne
- Alexander Meissner (né le 14 septembre 1883), physicien autrichien
- Alfredo Pizzoni (né le 20 janvier 1894), politicien italien
- Carlos Vaz Ferreira (né le 15 octobre 1872), philosophe uruguayen
- Charles Williams (né le 27 septembre 1898), acteur américain
- Dunc Munro (né le 19 janvier 1901), joueur de hockey sur glace canadien
- Jean-Marie Carré (né le 1er mars 1887), universitaire français
- Léon Dagain (né le 11 juillet 1896), personnalité politique française

## Événements
- Création de la Fédération des Antilles britanniques (Barbade, Jamaïque, Trinité-et-Tobago, îles du Vent et Sous-le-Vent)
- Sortie du court métrage d'animation Un petit canard bien encombrant de la série Tom et Jerry
- Sortie du film américain Une Cadillac en or massif